# Glaser-Dirks DG-300
Die Glaser-Dirks DG-300 Elan ist ein einsitziges Hochleistungs-Segelflugzeug aus glasfaserverstärktem Kunststoff (GFK), das in der Standardklasse (mit 15 m Flügelspannweite, unveränderlichem Flügelprofil und Einziehfahrwerk) eingesetzt wurde. Konstruiert wurde die DG-300 von Wilhelm Dirks auf der Grundlage von Hansjörg Streifeneders „Falcon“. Der Erstflug erfolgte am 27. April 1983.
Hergestellt wurde das Flugzeug von der slowenischen Firma Elan (später AMS Flight) für die Glaser-Dirks Flugzeugbau GmbH (später DG Flugzeugbau GmbH). Von dem seit 1983 gebauten Flugzeug wurden mehr als 500 Stück ausgeliefert.
Zusätzlich kann die DG-300 mit Flächentanks und Hecktank für Wasserballast ausgestattet werden. Ein vergleichbares Flugzeug ist beispielsweise die Rolladen Schneider LS4.

## Versionen
Außer der Standardversion wurden auch die DG-300 Club Elan (ohne Ausblasung) und die kunstflugtaugliche DG-300 Elan Acro angeboten, außerdem gab es für die Club-Version wahlweise auch ein nicht-einziehbares Fahrwerk. Anfang der 1990er-Jahre wurde die DG-300 zur DG-303 modifiziert. Neu war folgendes:
- neuer Haubenverschluss/Röger-Haken wie bei DG-800
- modifiziertes Tragflächenprofil
- neue Rückenlehne mit integrierter Kopfstütze

Kurz darauf übernahm der Herstellerbetrieb ELAN bzw. AMS auch den Vertrieb des Flugzeugs, DG-Flugzeugbau wurde zum Deutschlandvertreter. Verkauft wurden die gleichen Versionen wie von der DG-300. Nach einiger Zeit ersetzte AMS die Ausblasung durch ein Zackenband. Anfang 2006 wurde die 510. und letzte DG-303 fertiggestellt, da AMS plante, stattdessen die LS4 zu produzieren.
Unter der Typenbezeichnung GG300 existiert seit Ende 2005 ein privater, in Deutschland zugelassener Umbau einer DG-300 zum nicht eigenstartfähigen Segelflugzeug mit ausklappbarem Solo-2350-Hilfsmotor und Oehler-Klapppropeller (Turbo oder Heimkehrhilfe).
Ebenso gibt es eine in Deutschland zugelassene DG-300 mit Turbinentriebwerk PSR-T01K als Heimkehrhilfe.

## Lufttüchtigkeitsanweisung zum Tragflächenholm
Im September 2006 wurde bei der Reparatur einer beschädigten DG-300 ein Herstellungsfehler an den Holmen der Tragflächen entdeckt. Dieser trat auch bei Stichproben weiterer DG-300 auf. Daraufhin wurde im April 2007 durch die DG Flugzeugbau GmbH eine Lufttüchtigkeitsanweisung herausgegeben, wonach die Betriebsgrenzen des Flugzeugs verringert wurden oder alternativ die Tragflächenholme untersucht und bei negativem Befund repariert werden konnten.

## Technische Daten
| Kenngröße              | Daten                                                                            |
| ---------------------- | -------------------------------------------------------------------------------- |
| Besatzung              | 1                                                                                |
| Rumpflänge             | 6,8 m                                                                            |
| Spannweite             | 15 m                                                                             |
| Flügelfläche           | 10,28 m²                                                                         |
| Flügelstreckung        | 21,91                                                                            |
| Flügelprofil           |                                                                                  |
| Gleitzahl              | 41 bei 96 km/h und 33,2 kg/m² (Idaflieg-Vermessung) 42 bei 122 km/h und 50 kg/m² |
| Geringstes Sinken      | 0,60 m/s bei 80 km/h und 33,2 kg/m² (Idaflieg-Vermessung)                        |
| Leermasse              | ca. 245 kg                                                                       |
| Wasserballast          | 130 l (optional 190 l mit Seitenflossentank 5,5 l)                               |
| max. Startmasse        | 450 kg (ursprünglich bzw. mit durchgeführter Holm-LTA 525 kg)                    |
| Flächenbelastung       | 31 kg/m² bis 44 kg/m² (bis 51 kg/m² nach durchgeführter Holm-LTA und früher)     |
| Höchstgeschwindigkeit  | 250 km/h (ursprünglich bzw. mit durchgeführter Holm-LTA 270 km/h)                |
| Mindestgeschwindigkeit | 65 km/h (bei min. Flächenbelastung)                                              |